# Philepitta
Genre

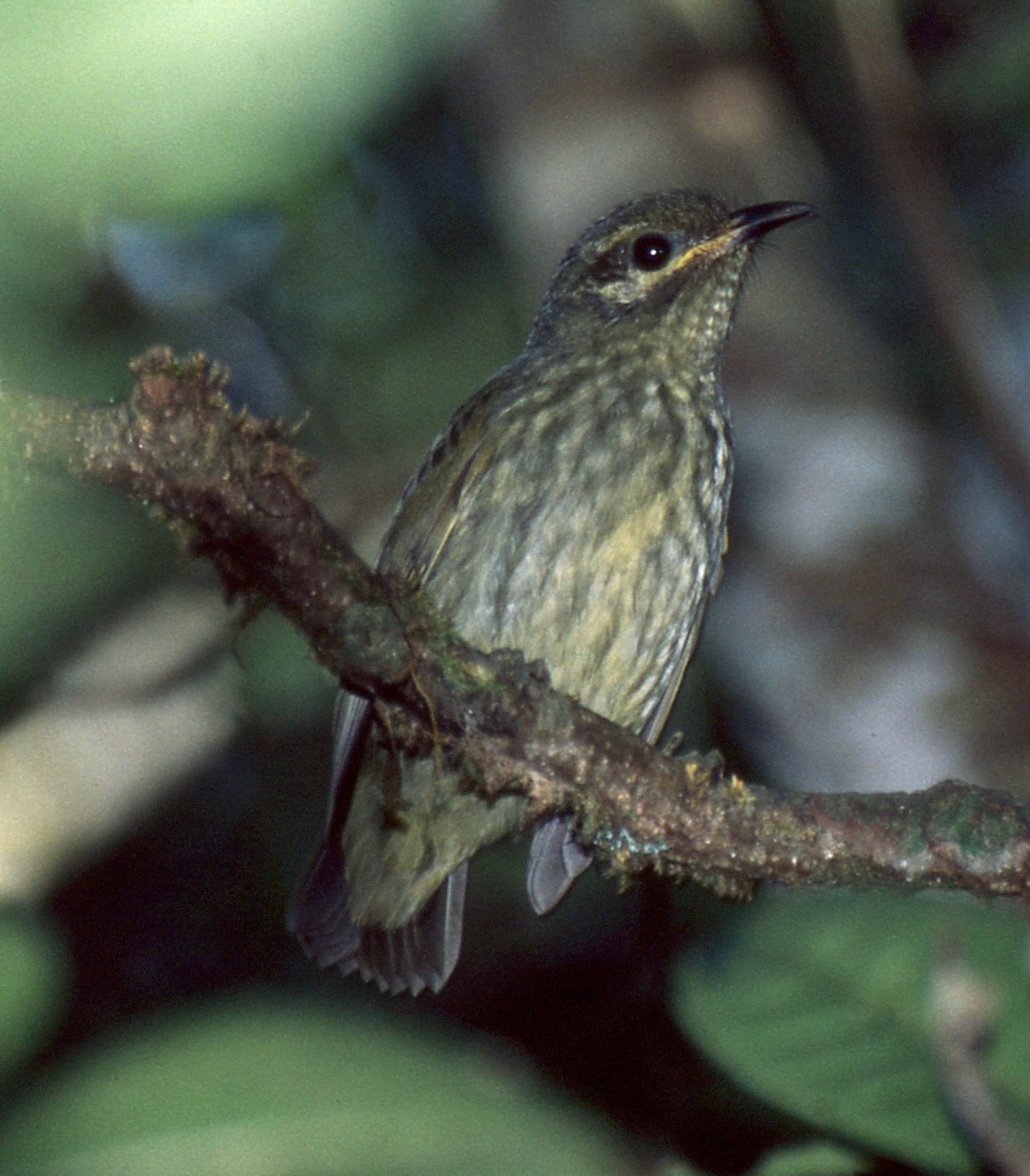
Philepitta castanea femelle : Réserve spéciale d'Analamazaotra, Parc national d'Andasibe-Mantadia, MADAGASCAR.

Le genre Philepitta comprend deux espèces d'oiseaux appartenant à la famille des Philepittidae. Les deux espèces de ce genre sont endémiques de Madagascar.

## Liste d'espèces
Selon la classification de référence (version 10.1, 2020) du Congrès ornithologique international (ordre phylogénique) :
- Philepitta castanea – Philépitte veloutée

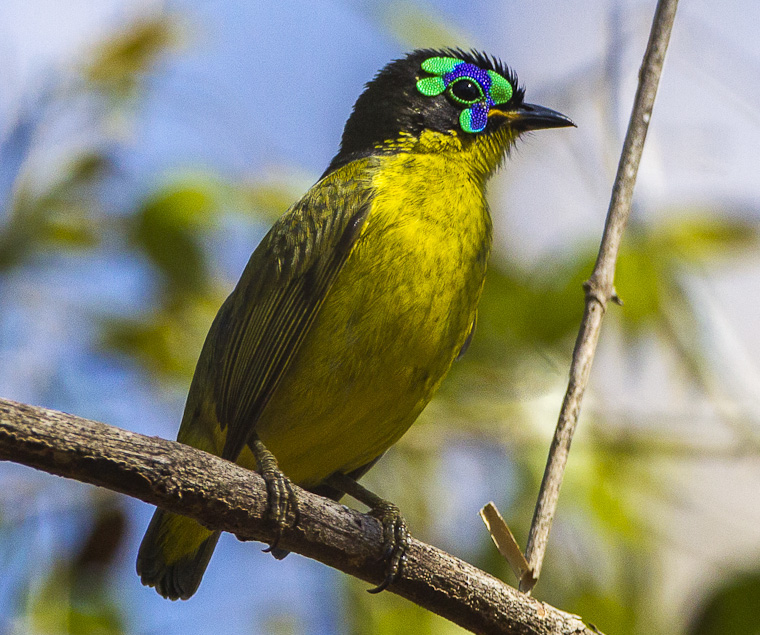
Philepitta schlegeli

- Philepitta schlegeliPhilepitta schlegeli – Philépitte de Schlegel